# Francesco Statuto
Francesco Statuto (Roma, 13 luglio 1971) è un allenatore di calcio ed ex calciatore italiano, di ruolo centrocampista.

## Caratteristiche tecniche
Centrocampista centrale, era utilizzato con compiti di copertura e interdizione, grazie alle sue doti di agonismo e resistenza fisica.

## Carriera

### Giocatore

#### Club
Dopo aver iniziato nelle giovanili della Roma, viene prestato in Serie C1 e Serie B vestendo le maglie di Casertana (con cui conquista la promozione al termine del campionato 1990-1991 ma subisce anche un serio infortunio al ginocchio) e Cosenza. Nel 1993, rientrato nella capitale, viene ceduto in comproprietà all'Udinese, nell'ambito della cessione di Balbo alla Roma; con i friulani fa il suo esordio in Serie A, disputando un campionato da titolare (31 presenze e un gol), ma la squadra retrocede in Serie B.

Statuto in azione all'Udinese nel 1994, mentre elude l'intervento del portiere napoletano Taglialatela.

Riportato alla base su richiesta di Carlo Mazzone, guadagna il posto da titolare nel centrocampo giallorosso; un grave infortunio (frattura del perone) limita a 20 le presenze in campionato. Rientrato in prima squadra, non ritorna sui livelli precedenti, e dopo altre due stagioni (per un totale di 74 presenze con 3 reti) nell'ottobre 1997 torna in comproprietà all'Udinese. Utilizzato come alternativa a Johan Walem, colleziona 19 presenze con un gol.
Messo in disparte da Zdeněk Zeman, nel gennaio 1999 passa in prestito gratuito al Piacenza, con cui ottiene la salvezza nel campionato di Serie A 1998-1999 disputando 12 partite con un gol, proprio alla Roma. Ritorna per qualche mese alla Roma prima di trasferirsi definitivamente in Emilia, nel settembre 1999, insieme al compagno di squadra Carmine Gautieri: con i biancorossi gioca altri tre campionati, due di Serie A e uno di Serie B.
Svincolato dal Piacenza, nel gennaio 2003 viene ingaggiato dal presidente del Torino Franco Cimminelli, a insaputa del direttore sportivo Sandro Mazzola e dell'allenatore Renzo Ulivieri. Mai impiegato in campionato, a fine stagione rimane nuovamente svincolato, e scende nelle categorie minori con Padova (due stagioni in Serie C1) e Viterbese, in Serie C2.

#### Nazionale
Conta 3 presenze in nazionale. Ha esordito in maglia azzurra il 19 giugno 1995 a Losanna, nella gara Svizzera-Italia 0-1.

### Allenatore
A partire dal 2008 ricopre il ruolo di allenatore della primavera del Grosseto, fino all'estate 2011, quando viene sostituito da Alberto Mariani.
Il 14 maggio 2012, a seguito dell'esonero di Guido Ugolotti viene assunto alla guida della prima squadra del Grosseto.
Il 5 luglio 2013 consegue il patentino di allenatori professionisti Prima Categoria-Uefa Pro, a seguito del corso di abilitazione a Coverciano.
Il 9 luglio 2013 torna sulla panchina della prima squadra del Grosseto, retrocesso in Lega Pro Prima Divisione. Il 6 settembre viene sollevato dall'incarico e sostituito da Stefano Cuoghi.
Dal 2015 inizia a collaborare con la Lega Nazionale Dilettanti, allenando la selezione Juniores del girone G di serie D (Lazio-Sardegna) nella Juniores Cup, e in seguito la rappresentativa nazionale Under-18 di Serie D.
Nell'estate 2022 si accorda con la Roma City, club che disputerà il torneo di Serie D, grazie all'acquisto del titolo dell'Atletico Terme Fiuggi.

## Statistiche

### Presenze e reti nei club
| Stagione            | Squadra          | Campionato       | Campionato | Campionato | Coppe nazionali | Coppe nazionali | Coppe nazionali | Coppe continentali | Coppe continentali | Coppe continentali | Totale | Totale |
| Stagione            | Squadra          | Comp             | Pres       | Reti       | Comp            | Pres            | Reti            | Comp               | Pres               | Reti               | Pres   | Reti   |
| ------------------- | ---------------- | ---------------- | ---------- | ---------- | --------------- | --------------- | --------------- | ------------------ | ------------------ | ------------------ | ------ | ------ |
| 1989-1990           | Roma             | A                | 0          | 0          | -               | -               | -               | -                  | -                  | -                  | 0      | 0      |
| 1990-1991           | Casertana        | C1               | 15         | 0          | CI              | 0               | 0               | -                  | -                  | -                  | 15     | 0      |
| 1991-1992           | Casertana        | B                | 23+1       | 0          | CI              | 0               | 0               | -                  | -                  | -                  | 24     | 0      |
| Totale Casertana    | Totale Casertana | Totale Casertana | 39         | 0          |                 | 0               | 0               | -                  | -                  | -                  | 39     | 0      |
| 1992-1993           | Cosenza          | B                | 29         | 2          | CI              | 0               | 0               | -                  | -                  | -                  | 29     | 2      |
| 1993-1994           | Udinese          | A                | 31         | 1          | CI              | 4               | 0               | -                  | -                  | -                  | 35     | 0      |
| 1994-1995           | Roma             | A                | 20         | 0          | CI              | 1               | 0               | -                  | -                  | -                  | 21     | 0      |
| 1995-1996           | Roma             | A                | 31         | 2          | CI              | 1               | 0               | CU                 | 7                  | 0                  | 39     | 2      |
| 1996-1997           | Roma             | A                | 23         | 1          | CI              | 1               | 0               | CU                 | 1                  | 0                  | 25     | 1      |
| 1997-ott. 1997      | Roma             | A                | 0          | 0          | -               | -               | -               | -                  | -                  | -                  | 0      | 0      |
| ott. 1997-giu. 1998 | Udinese          | A                | 19         | 1          | CI              | 1               | 0               | CU                 | 0                  | 0                  | 20     | 1      |
| Totale Udinese      | Totale Udinese   | Totale Udinese   | 50         | 2          |                 | 5               | 0               |                    | 0                  | 0                  | 55     | 2      |
| 1998- gen.1999      | Roma             | A                | 0          | 0          | -               | -               | -               | -                  | -                  | -                  | 0      | 0      |
| Totale Roma         | Totale Roma      | Totale Roma      | 74         | 3          |                 | 3               | 0               |                    | 8                  | 0                  | 85     | 3      |
| gen.-giu. 1999      | Piacenza         | A                | 12         | 1          | CI              | 0               | 0               | -                  | -                  | -                  | 12     | 1      |
| 1999-2000           | Piacenza         | A                | 12         | 0          | CI              | 0               | 0               | -                  | -                  | -                  | 12     | 0      |
| 2000-2001           | Piacenza         | B                | 31         | 1          | CI              | 4               | 0               | -                  | -                  | -                  | 35     | 1      |
| 2001-2002           | Piacenza         | A                | 18         | 1          | CI              | 3               | 0               | -                  | -                  | -                  | 21     | 1      |
| Totale Piacenza     | Totale Piacenza  | Totale Piacenza  | 73         | 3          |                 | 7               | 0               | -                  | -                  | -                  | 80     | 3      |
| gen.-giu. 2003      | Torino           | A                | 0          | 0          | -               | -               | -               | -                  | -                  | -                  | 0      | 0      |
| 2003-2004           | Padova           | C1               | 8          | 0          | CIC             | ?               | ?               | -                  | -                  | -                  | 8+     | 0+     |
| 2004-2005           | Padova           | C1               | 18         | 1          | CIC             | ?               | ?               | -                  | -                  | -                  | 18+    | 1+     |
| Totale Padova       | Totale Padova    | Totale Padova    | 26         | 1          |                 | 0+              | 0+              |                    |                    |                    | 26+    | 1+     |
| 2005-2006           | Viterbo          | C2               | 29         | 0          | -               | -               | -               | -                  | -                  | -                  | 29     | 0      |
| Totale carriera     | Totale carriera  | Totale carriera  | 320        | 11         |                 | 15+             | 0               |                    | 8                  | 0                  | 343+   | 11+    |

### Cronologia presenze e reti in nazionale
| Cronologia completa delle presenze e delle reti in nazionale ― Italia | Cronologia completa delle presenze e delle reti in nazionale ― Italia | Cronologia completa delle presenze e delle reti in nazionale ― Italia | Cronologia completa delle presenze e delle reti in nazionale ― Italia | Cronologia completa delle presenze e delle reti in nazionale ― Italia | Cronologia completa delle presenze e delle reti in nazionale ― Italia | Cronologia completa delle presenze e delle reti in nazionale ― Italia | Cronologia completa delle presenze e delle reti in nazionale ― Italia |
| Data                                                                  | Città                                                                 | In casa                                                               | Risultato                                                             | Ospiti                                                                | Competizione                                                          | Reti                                                                  | Note                                                                  |
| --------------------------------------------------------------------- | --------------------------------------------------------------------- | --------------------------------------------------------------------- | --------------------------------------------------------------------- | --------------------------------------------------------------------- | --------------------------------------------------------------------- | --------------------------------------------------------------------- | --------------------------------------------------------------------- |
| 19-6-1995                                                             | Losanna                                                               | Svizzera                                                              | 0 – 1                                                                 | Italia                                                                | Torneo del Centenario della Federazione Svizzera                      | -                                                                     | 71’                                                                   |
| 21-6-1995                                                             | Zurigo                                                                | Italia                                                                | 0 – 2                                                                 | Germania                                                              | Torneo del Centenario della Federazione Svizzera                      | -                                                                     | 57’                                                                   |
| 15-11-1995                                                            | Reggio Emilia                                                         | Italia                                                                | 4 – 0                                                                 | Lituania                                                              | Qual. Euro 1996                                                       | -                                                                     | 46’                                                                   |
| Totale                                                                |                                                                       | Presenze                                                              | 3                                                                     |                                                                       | Reti                                                                  | 0                                                                     |                                                                       |

### Statistiche da allenatore
Statistiche aggiornate al 26 giugno 2022.
| Stagione        | Squadra         | Campionato      | Campionato | Campionato | Campionato | Campionato | Coppe nazionali | Coppe nazionali | Coppe nazionali | Coppe nazionali | Coppe nazionali | Coppe continentali | Coppe continentali | Coppe continentali | Coppe continentali | Coppe continentali | Altre coppe | Altre coppe | Altre coppe | Altre coppe | Altre coppe | Totale | Totale | Totale | Totale | % Vittorie | Piazzamento     |
| Stagione        | Squadra         | Comp            | G          | V          | N          | P          | Comp            | G               | V               | N               | P               | Comp               | G                  | V                  | N                  | P                  | Comp        | G           | V           | N           | P           | G      | V      | N      | P      | %          | Piazzamento     |
| --------------- | --------------- | --------------- | ---------- | ---------- | ---------- | ---------- | --------------- | --------------- | --------------- | --------------- | --------------- | ------------------ | ------------------ | ------------------ | ------------------ | ------------------ | ----------- | ----------- | ----------- | ----------- | ----------- | ------ | ------ | ------ | ------ | ---------- | --------------- |
| 2011-2012       | Grosseto        | B               | 2          | 0          | 1          | 1          | CI              | -               | -               | -               | -               | -                  | -                  | -                  | -                  | -                  | -           | -           | -           | -           | -           | 2      | 0      | 1      | 1      | &0,00      | subentrato, 14º |
| 2013-2014       | Grosseto        | 1D              | 1          | 0          | 0          | 1          | CI+CI-LP        | 2+0             | 0               | 1               | 1               | -                  | -                  | -                  | -                  | -                  | -           | -           | -           | -           | -           | 3      | 0      | 1      | 2      | &0,00      | esonerato       |
| Totale Grosseto | Totale Grosseto | Totale Grosseto | 3          | 0          | 1          | 2          |                 | 2               | 0               | 1               | 1               |                    | -                  | -                  | -                  | -                  |             | -           | -           | -           | -           | 5      | 0      | 2      | 3      | 0,00       |                 |
| 2022-2023       | Roma City       | D               | 34+1       | 9          | 10         | 15+1       | CI-D            | 2               | 1               | 0               | 1               | -                  | -                  | -                  | -                  | -                  | -           | -           | -           | -           | -           | 37     | 10     | 10     | 17     | 27,03      | 13º (retr.)     |
| Totale carriera | Totale carriera | Totale carriera | 38         | 9          | 11         | 18         |                 | 4               | 1               | 1               | 2               |                    | -                  | -                  | -                  | -                  |             | -           | -           | -           | -           | 42     | 10     | 12     | 20     | 23,81      |                 |

## Palmarès

### Giocatore

#### Club

##### Competizioni giovanili
- Campionato Primavera: 1

Roma: 1989-1990

##### Competizioni nazionali
- Campionato italiano Serie C1: 1

Casertana: 1990-1991 (girone B)